# Bupleurum martjanovii
Bupleurum martjanovii är en flockblommig växtart som beskrevs av Porphyriy Nikitich Krylov. Bupleurum martjanovii ingår i släktet harörter, och familjen flockblommiga växter. Inga underarter finns listade i Catalogue of Life.